# Śmilginiszki
Śmilginiszki – (lit. Smilginiškė) – wieś na Litwie, w okręgu uciańskim, w rejonie ignalińskim, starostwie Rymszany.
Dawnej Smilginiszki.

## Historia
W czasach zaborów w granicach Imperium Rosyjskiego. W 1896 zamieszkiwało tu 71 osób.
W dwudziestoleciu międzywojennym wieś i kolonia leżały w Polsce, w województwie nowogródzkim (od 1926 w województwie wileńskim), w powiecie brasławskim, w gminie Widze.
Powszechny Spis Ludności z 1921 roku nie podaje liczby mieszkańców. W 1931 wieś w 14 domach zamieszkiwało 61 osób, a kolonia liczyła 30 mieszkańców i 5 domów.
Miejscowości należały do parafii rzymskokatolickiej w Widzach. Podlegały pod Sąd Grodzki w Turmoncie i Okręgowy w Wilnie; właściwy urząd pocztowy mieścił się w Widzach.